# Ulmus szechuanica
Ulmus szechuanica là một loài thực vật có hoa trong họ Ulmaceae. Loài này được W.P. Fang miêu tả khoa học đầu tiên năm 1947.

## Hình ảnh

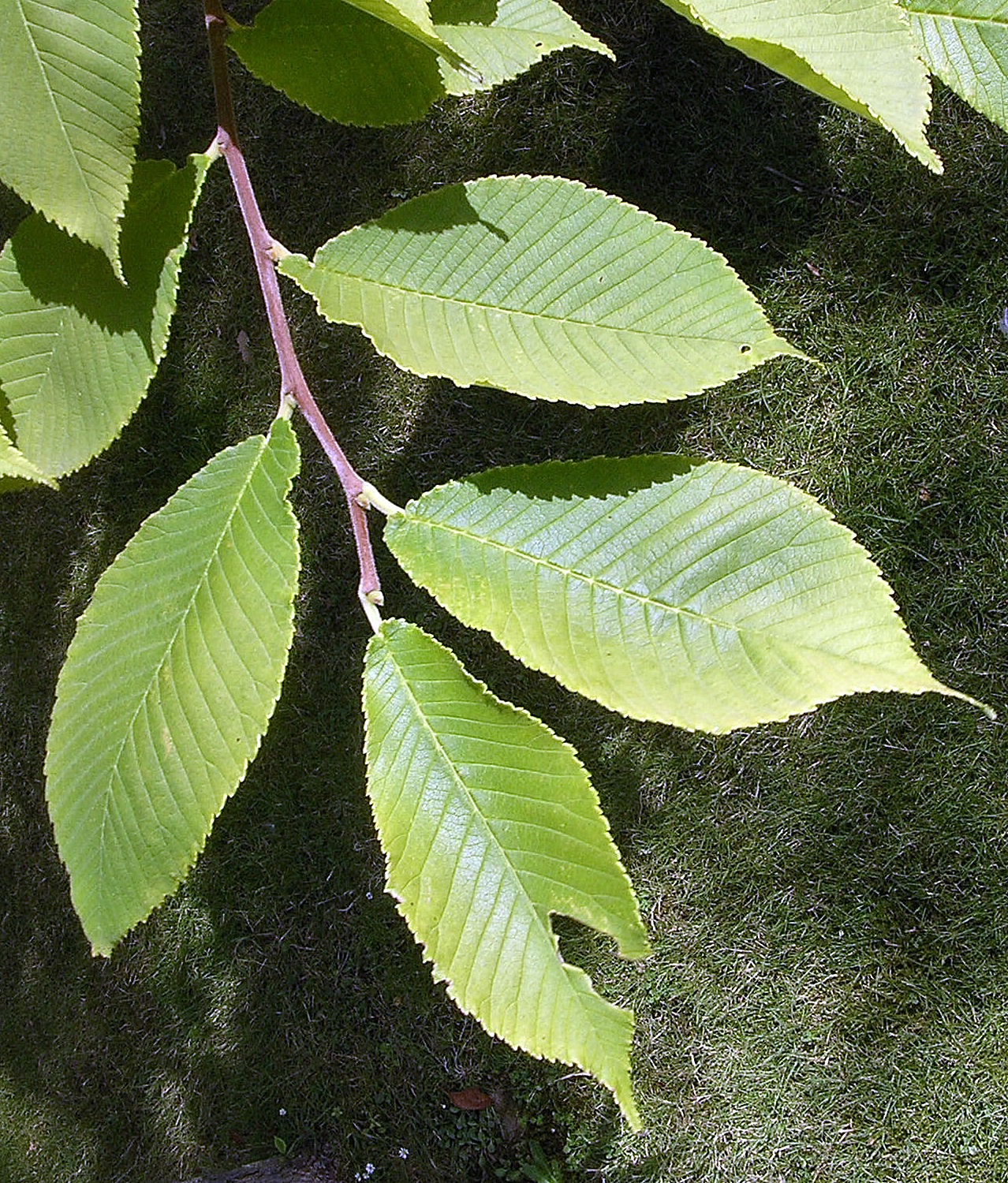
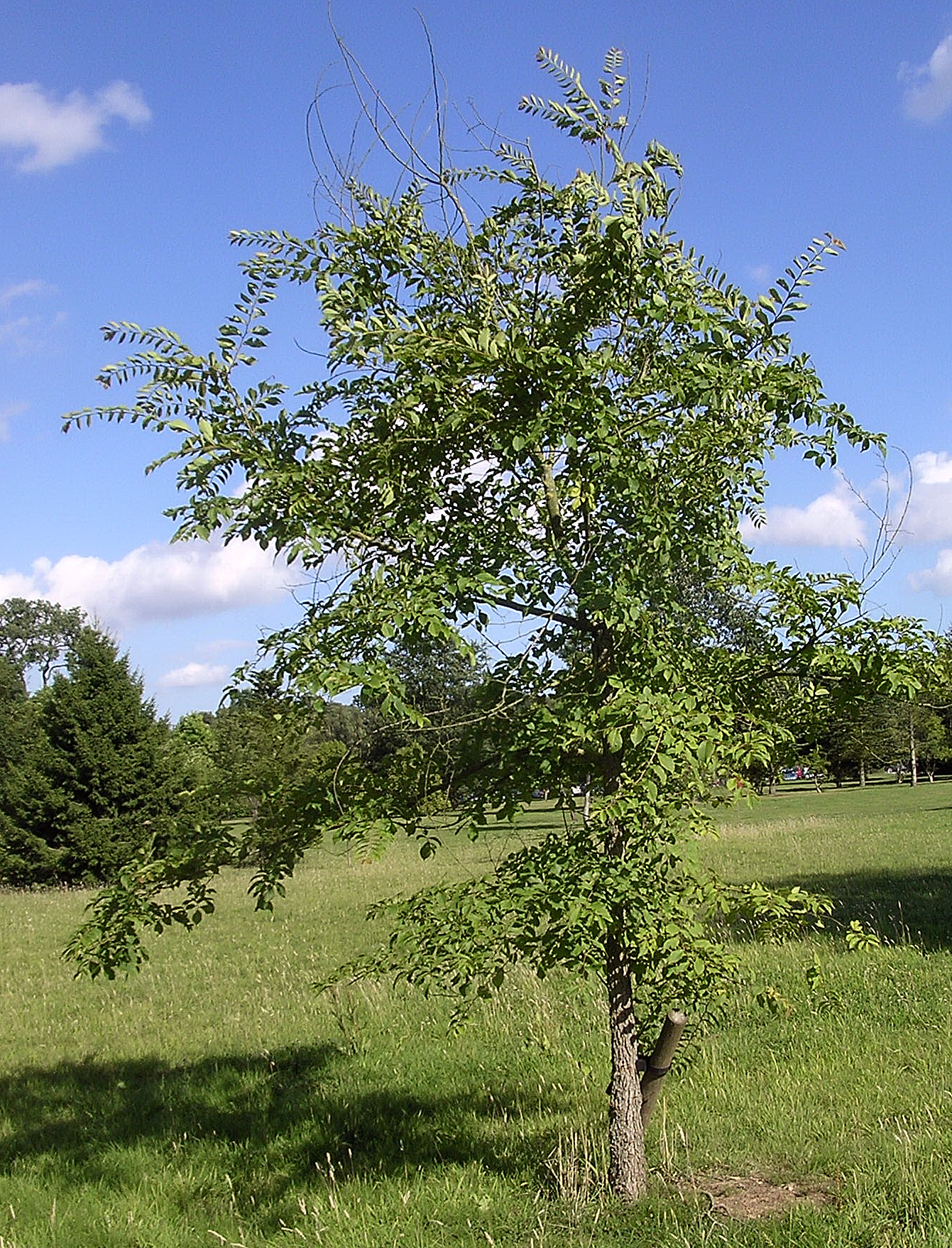